# Lacul Garda

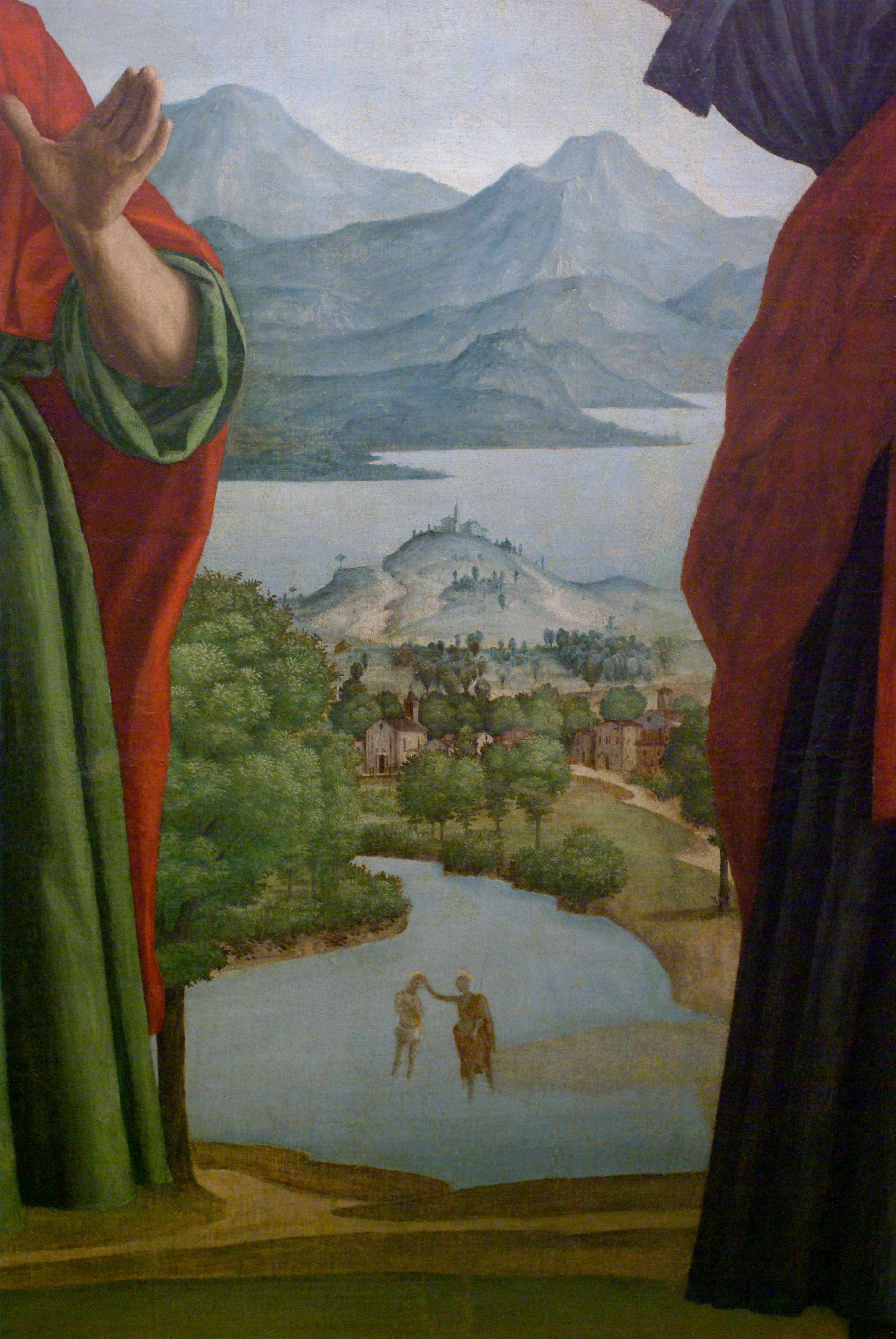
Vedere a lacului dinspre sud, lângă Peschiera del Garda (Verona, Italia) (probabil alături de Lacul Frassino sau Râul Mincio). În partea de sus a picturii se observă munții de lângă Brescia (Italia). Pictat după 1533 de către Girolamo dai Libri.

Lacul Garda (Lago di Garda sau Benaco în italiană) este cel mai mare lac din Italia cu o circumferință de 144 km și o suprafața de 370 de km pătrați. Este un lac alpin, format în craterul unui vulcan la sfârșitul ultimei glaciațiuni. Lacul este situat în nordul Italiei, la jumătatea distanței dintre Veneția și Milano. Pe malurile sale se află numeroase localități din provinciile Brescia, Verona și Trento.